# Pont Vell de Vizela
El Pont Vell de Vizela és a la freguesia de Sâo Joâo de Caldas de Vizela, municipi de Vizela, districte de Braga, a Portugal.
Es tracta d'un antic pont romà. Està classificat com a Monument Nacional des del 1910.(2)